# Битка код Корнуса
Битка код Корнуса или Битка код Каралиса одиграла се 215. п. н. е. између картагињанске војске и сардинијских побуњеника с једне стране и римске војске с друге стране. Картагињанска војска под командом Хаздрубала Ћелавога дошла је на Сардинију да помогне побуну Сардињана против римске власти. Римска војска под заповедништвом претора Тита Манлија Торквата уништила је у тој бици картагињанску војску и након тога су победили и у поморској бици јужно од Сардиније.

## Стратешка ситуација
Након битке код Кане Римска република је била у очајној ситуацији. Неколико градова јужне Италије прешло је на страну Ханибала. Ханибал Барка је био активан у Кампанији, а друга картагињанска војска под командом Ханона Старијега била је активна у Брутију. Римљани су окупили неколико армија, које су избегавале сукоб са Ханибалом, али нападали су његове савезнике где год би се указала прилика. У Иберији Хаздрубал Барка се након пораза у бици на Ебру 217. п. н. е. упуштао само у чарке са римском војском. Картагињани су му 216. п. н. е. послали Магона Барку на челу 12.000 пешака, 1.500 коњаника и 20 слонова са циљем да након сређивања стања у Иберији крене на Апенинско полуострво да помогне Ханибалу.

## Ситуација на Сардинији
Римљани су се на Сардинији сукобљавали са домаћим становништвом од 237. п. н. е. када су Сардинију добили уцењивањем Картагине након Најамничкога рата. До 216. п. н. е. Сардинија је била зрела за побуну. Једина римска легија, која се налазила на Сардинији била је због великога броја оболелих у изузетно лошем стању. Претор на Сардинији Квинт Муције Сцевола био је такође болестан. Због нередовне исплате војника и снабдевање из Рима повисили су порезе локалном становништву и узимали су им много жита. Повећано оптерећивање локалнога становништва довело је до побуне под водством Хампсикоре. Локални сардинијски вођа Хампсикора тражио је помоћ од Картагињана. Картагина је послала једнога официра Ханона са циљем да финансира побуну и да регрутује и пошаље на Сардинију војску подједнаке величине попут Магонове војске. Као вође похода на Сардинију одређени су Хаздрубал Ћелави и један други Магон. Пре картагињанскога похода изменила се стратешка ситуација. Ханон Старији је победио Тиберија Семпронија Лонга у Луканији, а Хаздрубал Барка је изгубио већину своје војске у бици код Дертосе 215. п. н. е. Сардинијски поход почео је на време, али олуја је одувала флоту према Балеарским острвима, где су многи бродови морали да се извлаче на обалу и поправљају. Поход на Сардинију је због тога каснио.

## Пре битке
Локални Сардинијски вођа Хампсикора регрутовао је војску и сакупљао је опрему, оружје и снабдевање крај града Корнуса, на западној обали Сардиније. Због кашњења картагињанске експедиције Римљани су имали прилику да пошаљу свеже снаге под командом претора Тита Манлија Торквата. Тит Манлије Торкват је током 235. п. н. е. као конзул боравио на Сардинији. Доласком свежих снага укупне римске снаге на Сардинији попеле су се на 22.000 пешака и 1.200 коњаника. Манлије је искористио прилику док је Хампсикора био одсутан, па је навукао његовога сина да нападне Римљане. У бици је погинуло око 3.000 Сардињана, а остатак побуњеника се распршио. Хаздрубал Ћелави стигао је на Сардинију у јесен 215. п. н. е.. Искрцао се крај Корнуса и са преосталим сардинијским побуњеницима кренуо је према Каралису.

## Битка
У сусрет Хаздрубалу кренула је римска војска под комндом Тита Манлија Торквата. Две војске се нису одмах сукобиле. Улогорили су се једнии близу других и неколико дана су провели у чаркама, а пошто ниједна страна није стекла предност одлучили су се за одлучну битку. Војске су биле постављене у традиционалном бојном поретку са коњицом на крилима и пешадијом у центру. Није познато да ли су Картагињани имали слонове. Током четири сата битке ниједна страна није била у предности. Одлучујући тренутак био је када је једна римска јединица на крилу потиснула Сардињане на једном од противничких крила. Победничко римско крило се онда окренуло према унутра и напали су картагињанску линију, која је тешко страдала. Према Ливију, који често претерује у бројевима страдалих римских противника, погинуло је 12.000 Картагињана и Сардињана, а око 3.700 је заробљено. Хаздрубал Ћелави, Ханон и Магон су заробљени. Хампсикора је побегао и онда се убио. Преживели су побегли у Корнус, али Римљани су га заузели неколико дана касније. Картагињанска флота је успела да извуче део преживеле картагињанске војске.

## Битка у Сардинијском мору
Картагињанска експедиција имала је непознат број транспортних бродова у пратњи 60 пентера. Покупивши остатке поражене војске флота је отпловила за Африку. На путу кући пресрела их је римска флота, која се враћала из пустошења афричке обале. Римска флота од 100 пентера под командом Тита Оцатилија Краса напала је и заробила седам картагињанских бродова. Остатак каратагињанске флоте се разбежао и вратио се у Картагину.

## Последице и значај
Након пораза картагињанске војске сардинијски побуњеници су се предали, па је претор Тит Манлије Торкват послао римску војску натраг у Италију. Сардинија је и даље значајно снабдевала Рим са житом. Уништењем римске пољопривреде снабдевање житом је било од круцијалнога значаја за Рим. Картагина је извела један поморски напад на Сардинију током 210. п. н. е. и поред тога није било других покушаја да се угрози римска доминација на Сардинији. Док је сицилијански контингент римске флоте био заузет крај Сардиније адмирал Бомилкар је успео да дође до Локрија у Брутију и да искрца за Ханибала 4.000 нумиђанских коњаника и 40 слонова.